# Untere Altstadt

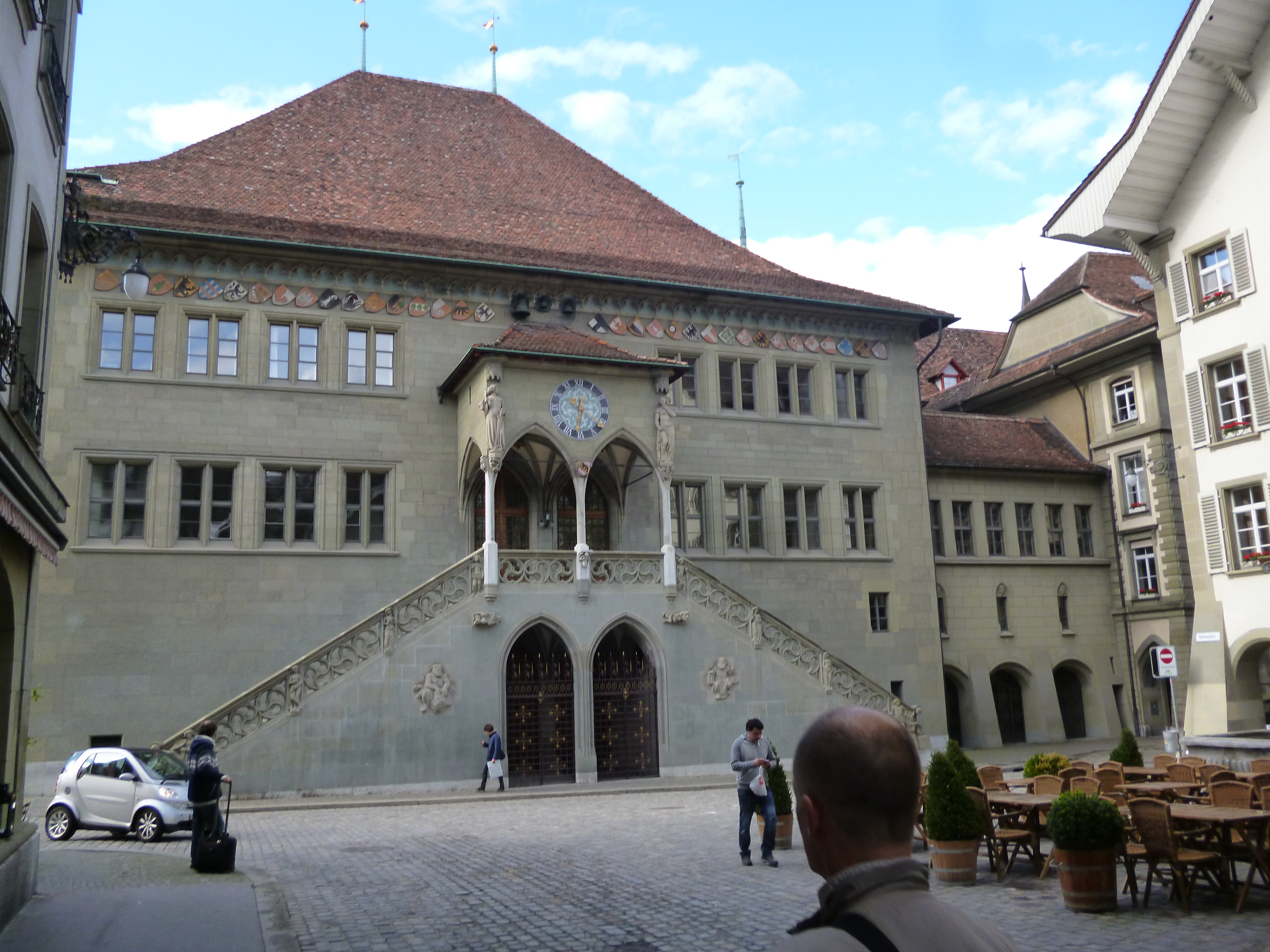
Rathaus Bern

Die Untere Altstadt ist ein gebräuchliches Quartier im Stadtteil I Innere Stadt von Bern. Zwei statistische Bezirke gehören dazu: das Weisse Quartier und das Grüne Quartier. Im Osten grenzt es an das Matte(quartier), im Westen an die Obere Altstadt, dort bildet die Grenze der Kornhausplatz mit dem Theaterplatz und Casinoplatz. Die Innere Stadt entspricht der Berner Altstadt, dem historischen Stadtkern und Weltkulturerbe.
Im Jahr 2022 wurden 2332 Einwohner angegeben, davon 1863 Schweizer und 479 Ausländer.
In der Unteren Altstadt liegen beispielsweise das Münster mit Münsterplattform, das Rathaus, das Casino, die Zytglogge und das Einsteinhaus. Die  Geschäfte und Restaurants in den Laubengängen der Gerechtigkeitsgasse/Kramgasse, der Junkerngasse/Münstergasse und der Postgasse/Rathausgasse sind weitere architektonische Höhepunkte.